# Лакруа, Сильвестр Франсуа де
Сильве́стр Франсуа́ де Лакруа́ (фр. Sylvestre François de Lacroix; 28 апреля 1765, Париж — 24 мая 1843, там же) — французский математик.
Профессор парижских нормальной и политехнической школ, декан факультета наук, профессор в Collège de France и член института. Был известен по составленному им курсу дифференциального и интегрального исчисления: «Traité du calcul différentiel et intégral», по которому училось несколько поколений. Кроме того в своё время были известны и распространены его: «Cours de mathématiques élémentaires»; «Traité des différences et des series»; «Essai sur l’enseignement des mathématiques»; «Traité du calcul des probabilités»; «Manuel d’arpentage»; «Introduction à la connaissance de la sphère» и пр. На русский язык переведены «Основания арифметики» (СПб., 1883).
В Российской империи учебниками Сильвестра Лакруа широко пользовались при чтении лекций в университетах, и они же вместе с пособиями Луи-Бенжамена Франкёра служили для составителей русских учебников главными источниками и образцами.

## Память

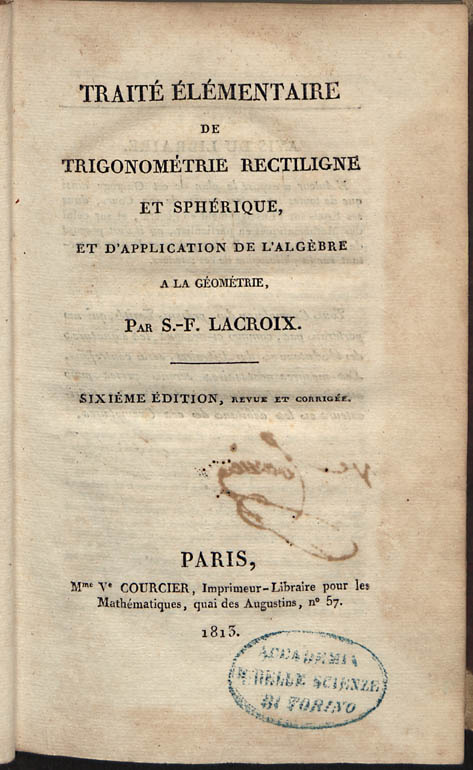
Traité élémentaire de trigonométrie rectiligne et sphérique, et d’application de l’algèbre à la géométrie, 1813

В 1935 году Международный астрономический союз присвоил имя Лакруа кратеру на видимой стороне Луны.